# Wurmlingen (Rottenburg)
Wurmlingen ist ein Stadtteil von Rottenburg am Neckar im Landkreis Tübingen in Baden-Württemberg (Deutschland).

## Geographie

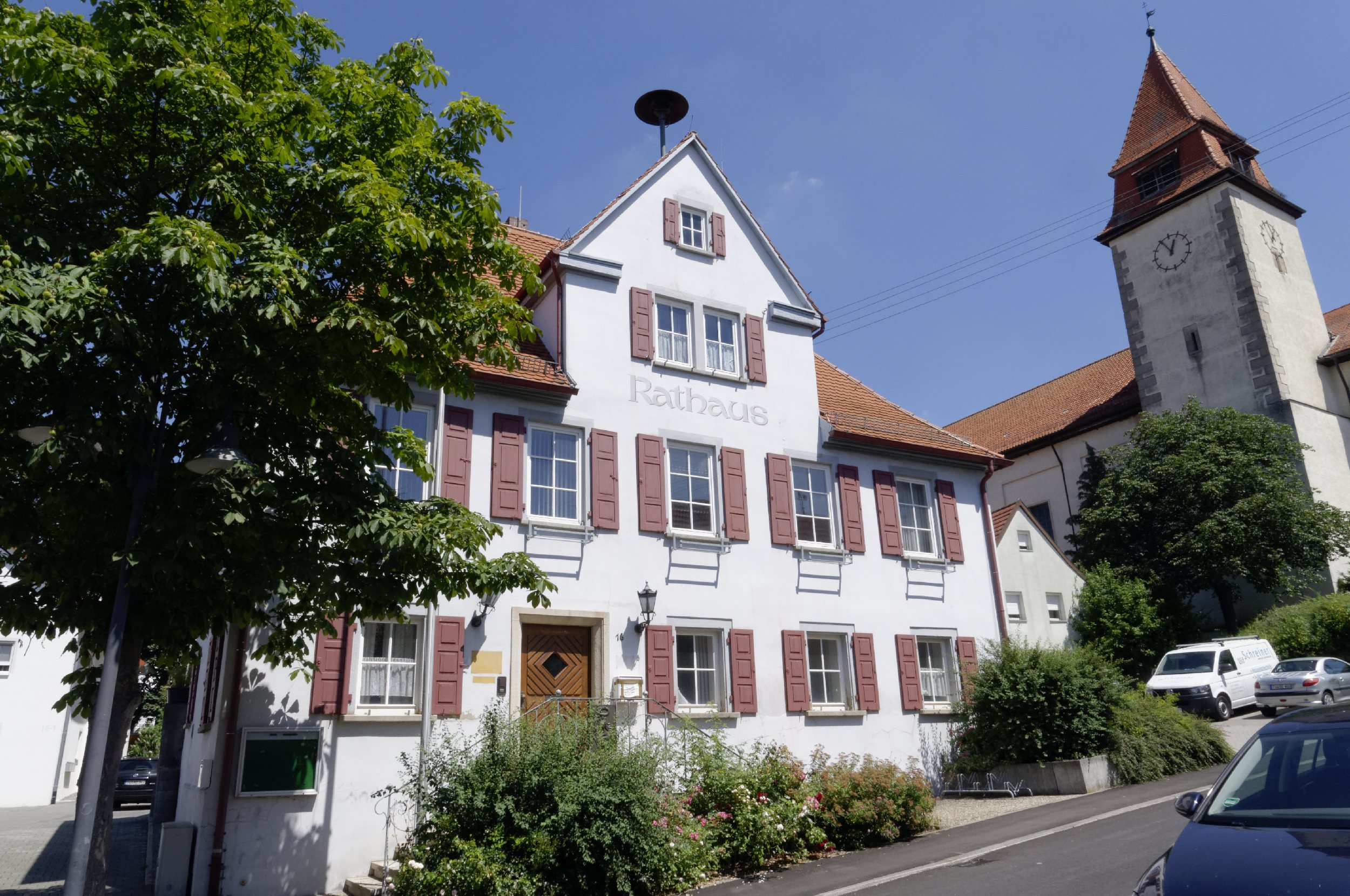
Das alte Rathaus

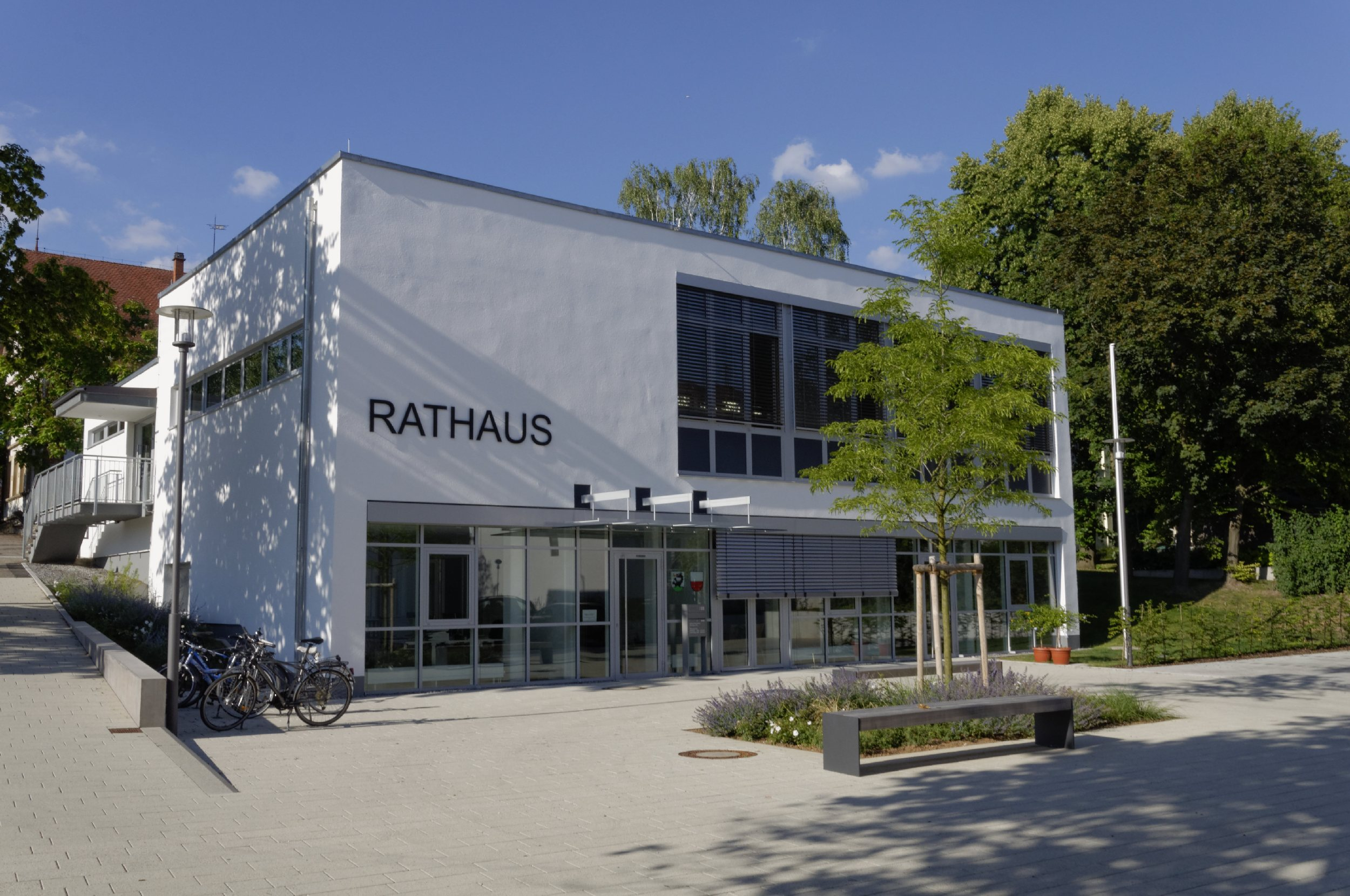
Das neue Rathaus

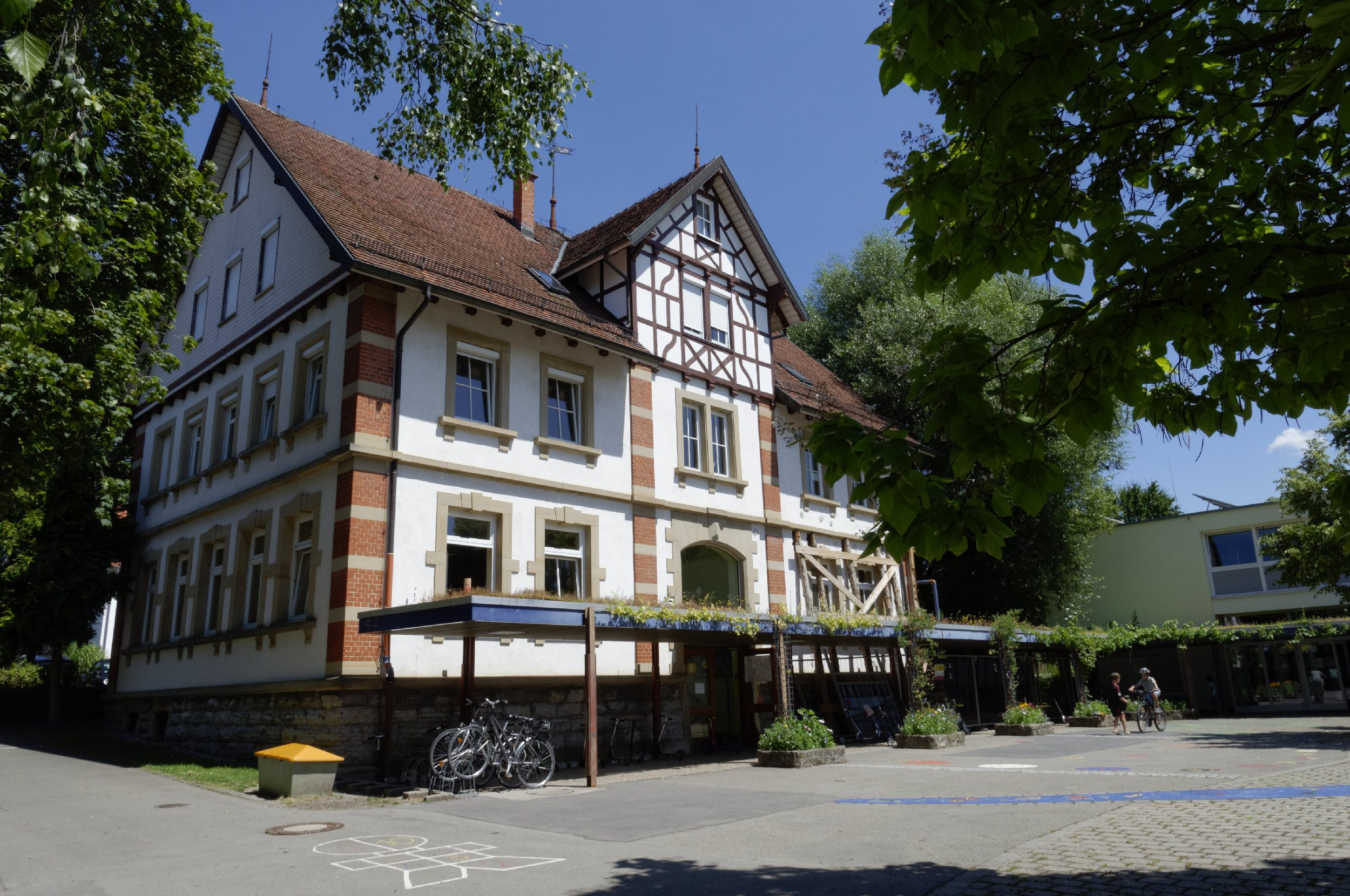
Das alte Schulgebäude

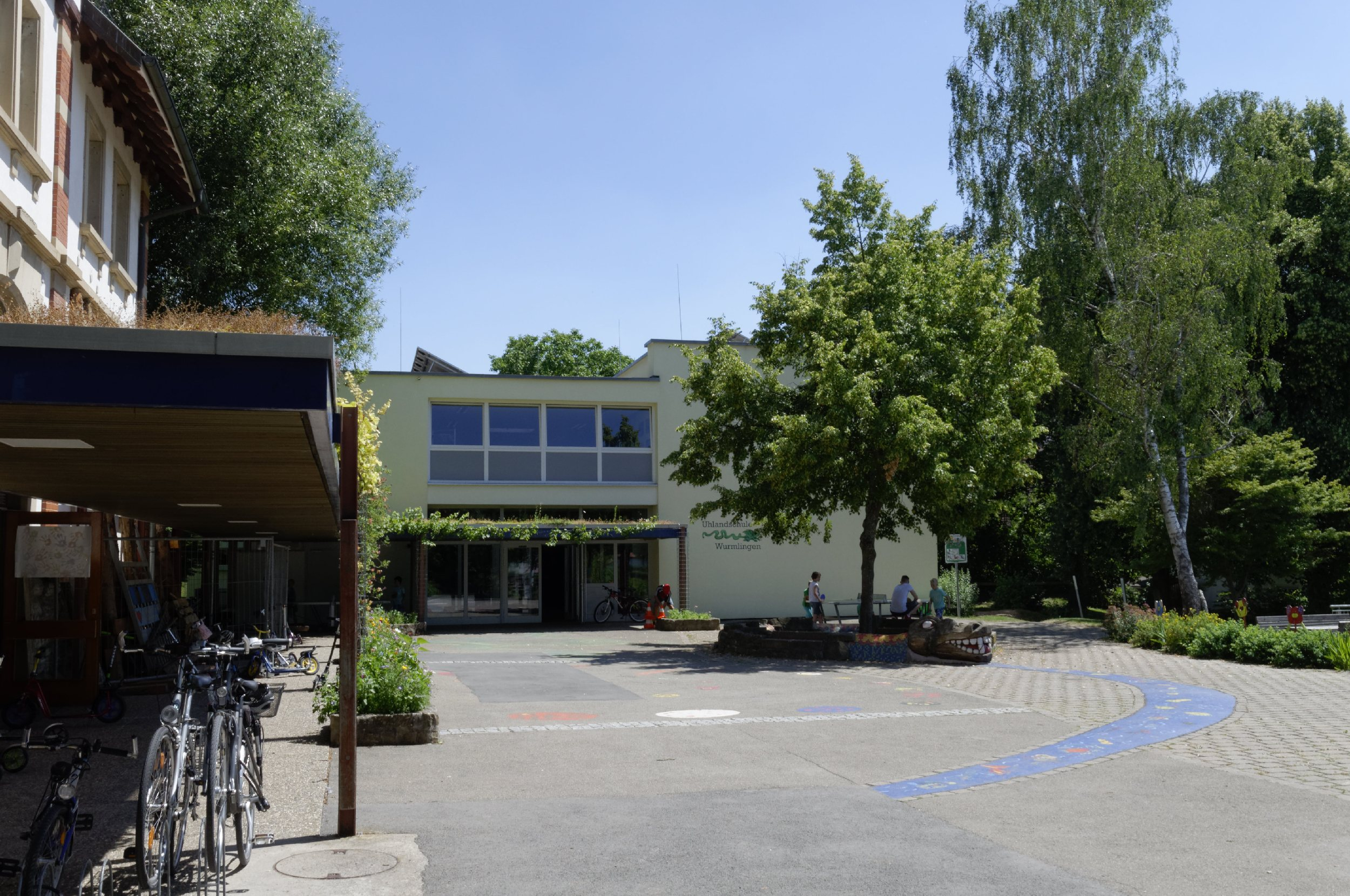
Das neue Schulgebäude

Wurmlingen liegt rund vier Kilometer nordöstlich von Rottenburg am Neckar und acht Kilometer südwestlich von Tübingen.

### Ausdehnung
Die Gesamtfläche des Ortes Wurmlingen beträgt 714 ha. Hiervon entfallen 68,6 % auf landwirtschaftliche Fläche, 15,1 % auf Siedlungs- und Verkehrsfläche, 15,1 % auf Waldfläche, 0,1 % auf Wasserfläche und 1,1 % auf die übrige Nutzung. Früher gehörte noch die unbewohnte Exklave Ammertal zu Wurmlingen.

### Nachbarorte
Folgende Orte grenzen an Wurmlingen, sie werden im Uhrzeigersinn beginnend im Norden genannt: Unterjesingen, Hirschau, Rottenburg (Kernstadt) und Wendelsheim, Pfäffingen (alle Landkreis Tübingen).

## Geschichte
Mit der Grafschaft Hohenberg kam der Ort 1381 an Österreich. Der um 1120 genannte Ortsadel der Herren von Wurmlingen verzweigte sich später in die Familien von Märheld, von Mörsperg und von Steinhilben. Die Rottenburger Linie der Märheld existierte von 1292 bis 1519 und stellte dort mehrere Schultheißen. Das um 1400 genannte und Ende des 18. Jahrhunderts abgegangene Wasserschloss ("die Vest") in Wurmlingen wurde um 1400 erstmals genannt; es kam dann über die Herren von Ow, die Megenzer von Felldorf (1478) an die Freiherren von Hohenberg als Pfandherren (1675), schließlich 1731 bis 1762 an die von Rost. (Bis 1762 waren die Freiherren Raßler von Gamerschwang Pfandherren). Das Wasserschloss stand beim Gasthaus "Rößle", hatte Wassergraben und Damm sowie einen großen Schlossgarten. Im Jahr 1762 fiel das Lehen an Österreich zurück.
1805 kam Wurmlingen an Württemberg (Oberamt Rottenburg, 1938 Kreis Tübingen). 
Am 1. Dezember 1971 wurde Wurmlingen in die Stadt Rottenburg am Neckar eingegliedert.

## Bevölkerung
In Wurmlingen leben ca. 2600 Einwohner (Stand 31. Juli 2018) auf einer Fläche von 7,14 km². Die Bevölkerungsdichte Wurmlingens beträgt 348 Einwohner pro Quadratkilometer.
Einwohnerentwicklung
- 1900: 0623 Einwohner
- 1915: 0848 Einwohner
- 1930: 1078 Einwohner
- 1945: 1302 Einwohner
- 1960: 1650 Einwohner
- 1961: 1181 Einwohner
- 1970: 1574 Einwohner
- 1975: 1853 Einwohner
- 1990: 2261 Einwohner
- 2005: 2589 Einwohner
- 2009: 2468 Einwohner
- 2013: 2539 Einwohner
- 2015: 2604 Einwohner
- 2018: 2600 Einwohner

## Geschichte
Um 1100 wurde Wurmlingen erstmals urkundlich erwähnt. Die Burg im Dorf gehörte den Mörhild von Wurmlingen. Die Burg Brestenegg zu Wurmlingen wurde von den Ammann von Brestenegg erbaut und früher besessen. Wurmlingen war Besitz der Grafen von Hohenberg, lange Zeit gehörte es zu Vorderösterreich, ab 1805 dann zu Württemberg.
Ein geschichtlicher Zusammenhang zu Wurmlingen (bei Tuttlingen) war lange nicht nachzuweisen. Eine Urkunde deutet auf eine Verbindung hin:
Die Brüder Albert, Friederich und Heinrich von Wurmlingen, genannt die Hohin, Herren von Wurmlingen (Tuttlingen) (Burg Wurmlingen) und Ministerialen der Grafen von Zollern, verkaufen am 7. Dezember 1252 ihren Weinberg im Pfaffenberg (Kapellenberg) mit Zustimmung ihres Herrn, des Grafen Friedrich von Zollern, an das Frauenkloster Kirchberg.
Nach einer Sage soll der Name Wurmlingen davon herrühren, dass am nahegelegenen Kapellenberg ein Drache (Lindwurm) gelebt haben soll. Heutzutage erinnert daran das Fassadenbild der Dorfpfarrkirche St. Briccius, das den Erzengel Michael als Drachentöter zeigt.

## Kultur und Sehenswürdigkeiten

### Bauwerke

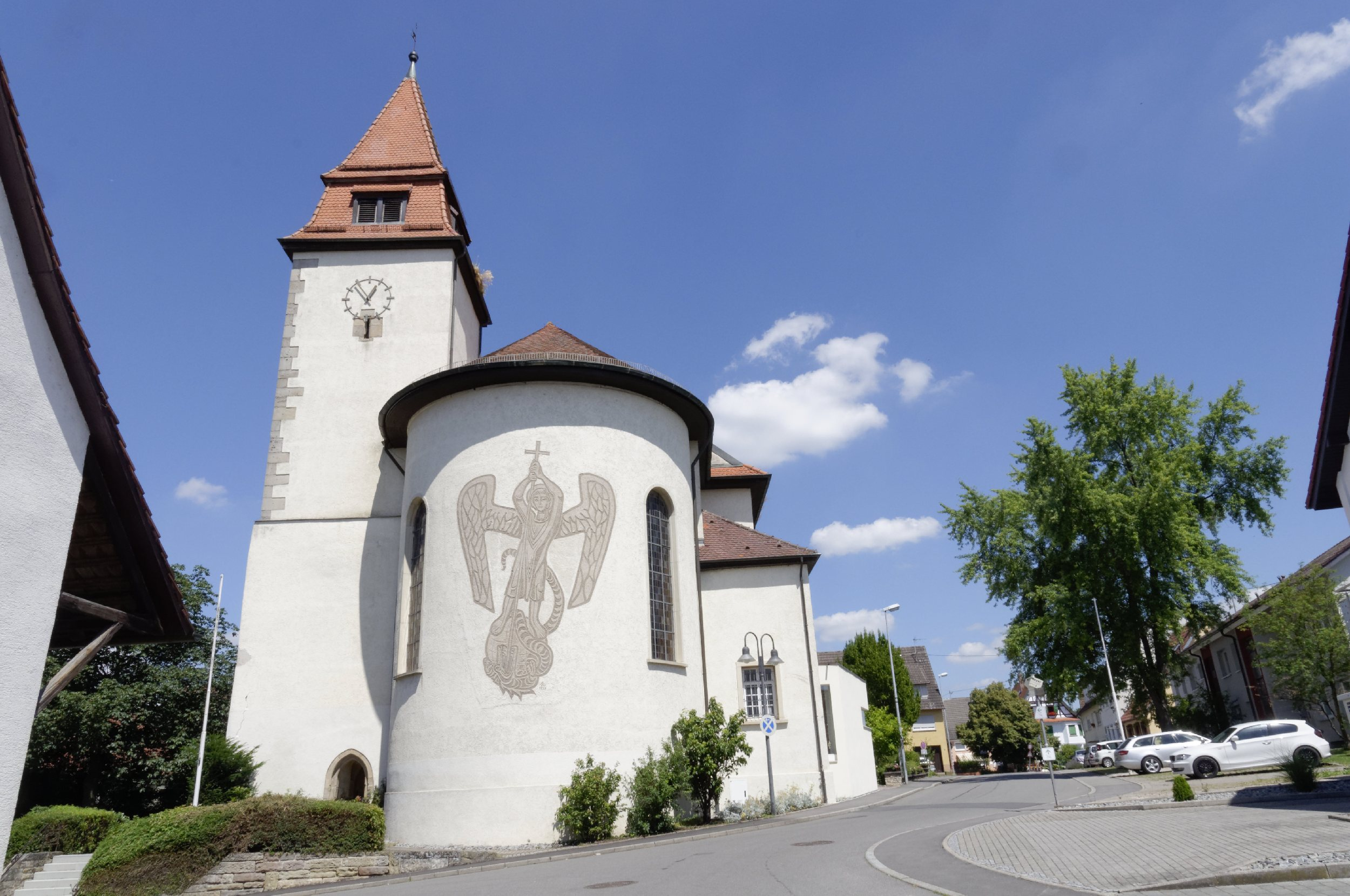
Pfarrkirche St. Briccius

Auf dem Kapellenberg befindet sich die zur Zeit von Papst Leo IX. erbaute Sankt-Remigius-Kapelle (auch Wurmlinger Kapelle genannt). Ein weiteres erwähnenswertes Bauwerk ist die denkmalgeschützte Pfarrkirche St. Briccius, welche unter anderem vom Rottenburger Kirchenmaler Carl Dehner ausgemalt wurde.

### Regelmäßige Veranstaltungen

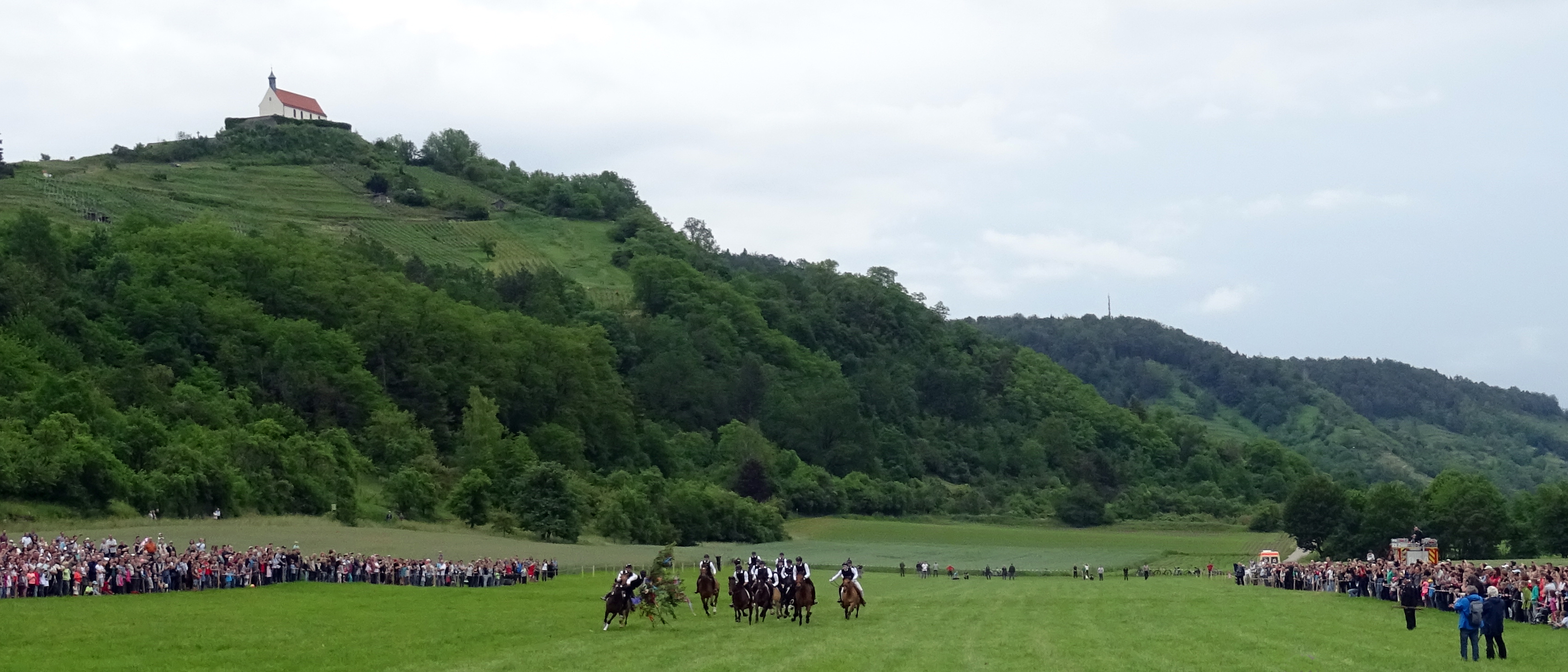
Wurmlinger Pfingstritt 2019

- Pfingstritt: Brauchtumspflege nimmt einen großen Stellenwert ein; alle zwei Jahre findet der traditionelle Pfingstritt statt.[8]
- Alemannische Fasnet: Die Alemannische Fasnet wird im Raum Rottenburg ausgiebig gefeiert. Am Fasnetsamstag findet in Wurmlingen ein großer Umzug durch das Dorf statt. Die Straßenfasnet – die verschiedenen Vereine der Gemeinde stellen in einzelnen Straßen des Ortskerns kleine Buden und Häuschen auf, wo gegessen, getrunken und gefeiert werden kann – beginnt am „Schmotzigen Donnerstag“ und endet am Aschermittwoch mit der Fastenzeit.
- Wurmlinger Weinbergfest: Wie noch einige andere umliegende Ortschaften veranstalten die Wurmlinger Weinbauer jedes Jahr Anfang/Mitte Juni in ihren Weinbergen unterhalb der Wurmlinger Kapelle ein Fest, bei dem sie ihren selbst gekelterten Wein ausschenken und schwäbische Spezialitäten anbieten.
- Wurmlinger Sommerfest: Am letzten Wochenende vor den Sommerferien wird das Wurmlinger Sommerfest, veranstaltet vom Jugendchor Wurmlingen unter Mitwirkung vieler Vereine und Gruppierungen, veranstaltet.
- Besenwirtschaften: Einige der Wurmlinger Weinbauern öffnen für ein paar Tage im Jahr ihre Häuser für Gäste und verköstigen diese mit ihrem selbst gekelterten Wein und schwäbischen Spezialitäten zum Essen.
- Vereinsfeste: In den wärmeren Monaten des Jahres veranstalten die unterschiedlichen Vereine der Gemeinde wie z. B. der Musik-, Sportverein und Jugendchor über jeweils ein Wochenende ein Fest, zu dem alle eingeladen sind.

Musik in Wurmlingen
- In den Sommermonaten finden in der Wurmlinger Kapelle am Sonntag Abend Konzerte unter dem Titel 'Serenade in der Wurmlinger Kapelle' statt.
- Der 'Jugendchor Wurmlingen' wirkt durch die Teilnahme an nationalen und internationalen Festivals (Granada, Paris, Rom, Barcelona, Florenz, Trier, Paderborn, Regensburg, Münster, München) als Botschafter Wurmlingens in Deutschland und ganz Europa.
- Konzerte: Am Dritten Advent jedes Jahres führt der Jugendchor Wurmlingen sein Adventskonzert durch.

## Persönlichkeiten

### Ehrenbürger
Die ehemalige Gemeinde Wurmlingen hat folgenden Personen das Ehrenbürgerrecht verliehen:
- 1905: Sebastian Bauer, Dekan
- 1953: Franz Joseph Fischer, Weihbischof

Posthum Ehrenbürgerwürde entzogen wurde: Stefan Kruschina, Pfarrer.
Grund für den Entzug waren Aussagen von ehemaligen Schülern, welche ihn belasteten, Schutzbefohlene sexuell missbraucht zu haben, was später auch als erwiesen galt.

### Söhne und Töchter des Ortes
- Eberhard von Wurmlingen (um 1252), Ritter
- Konrad von Wurmlingen († 1295), Kanoniker des Stifts St. Martin in Sindelfingen und Autor des überwiegenden Teils der Sindelfinger Annalen
- Lorenz Haug (1818–1856), Gehörlosenpädagoge
- Anton Birlinger (1834–1891), Germanist und Volkskundler
- Jochen Kopp (* 1966), Verleger

### Mit dem Ort verbundene Personen
- Roman Schnur, wohnte in Wurmlingen.